# 扁头鮡
扁头鮡（学名：Pareuchiloglanis kamengensis）为鮡科鮡属的鱼类，俗名石扁头。分布于印度的布拉马普特拉河水系以及雅鲁藏布江、伊洛瓦底江、怒江、澜沧江等水系，一般生活于多石的主河道及溪流、水势很急或在岩石上翻滚以及平时伏居石缝间隙。该物种的模式产地在印度。